# جان بوولنجر
جان بوولنجر (بالفرنسية: Jean Boulanger)‏ هو رسام فرنسي، ولد في 1606 في تروا في فرنسا، وتوفي في 24 يوليو 1660 في مودينا في إيطاليا.